# 波士頓兒童醫院
波士頓兒童醫院（Boston Children's Hospital）是美國麻塞諸塞州波士頓一所擁有395張立案病床的兒童醫院，位於波士頓市內醫療院所林立的長木醫學區。它是哈佛醫學院與丹那-法博癌症研究所的教學醫院之一，並與這兩個醫學研究機構相鄰。2015年，《美國新聞與世界報導》將波士頓兒童醫院評為全美最佳小兒專科醫院，該排行榜第二名則為費城兒童醫院。

## 概況
2015年，《美國新聞與世界報導》將波士頓兒童醫院評為全美最佳小兒專科、心臟與心臟外科、神經與神經外科、泌尿科、腎臟科與整型外科醫院，使它成為新英格蘭地區醫療品質最佳的醫院。
作為美國規模最大的兒童醫院之一，波士頓兒童醫院的診治對象僅限21歲以下的嬰幼兒、兒童、少年與青少年；除非成人患者有先天性心臟疾病或斜視，才會收診。它的高級胎兒保健中心（Advanced Fetal Care Center）可對15周大的胎兒進行干預治療。
1956年，波士頓兒童醫院在其院區內興建柏拉第紀念花園與露天平台（Prouty Memorial Garden and Terrace），供住院病童及其家屬調養身心。該院未來新建醫療大樓時，有可能會佔用部份花園。

## 諾貝爾獎
波士頓兒童醫院科學家約翰·富蘭克林·恩德斯及其團隊成功以人為方式培養脊髓灰質炎病毒，因此獲得1954年諾貝爾生理學或醫學獎。1990年，前波士頓兒童醫院首席小兒科醫師約瑟夫·默里（於1972年至1985年間任職該院）因免疫抑制研究獲得諾貝爾生理學或醫學獎，諾貝爾獎委員會尤其表彰他「發明應用於人類疾病治療的器官和細胞移植術」。

## 外部連結
- 波士頓兒童醫院的官方網站 （页面存档备份，存于） （英文）

42°20′14″N 71°06′22″W / 42.33727°N 71.10600°W